# Anjouan-szigeti füleskuvik
Az Anjouan-szigeti füleskuvik (Otus capnodes) a madarak (Aves) osztályának a bagolyalakúak (Strigiformes) rendjéhez, ezen belül a bagolyfélék (Strigidae) családjához tartozó faj.

## Rendszerezése
A fajt John Henry Gurney angol amatőr ornitológus írta le 1889-ben, a Scops nembe Scops capnodes néven. Sorolták a madagaszkári füleskuvik (Otus rutilus) alfajaként Otus rutilus capnodes néven is. Attól fő elkülönítő bélyege sötétebb színű tollazata, határozottabban kivehető fehér mintázat a vállat fedő tollakon, hosszabb szárnyai és a toll nélküli csüdje.

## Előfordulása
A  Comore-szigetekhez tartozó Anjouan szigetén honos. Természetes élőhelyei a szubtrópusi és trópusi síkvidéki esőerdők, másodlagos erdők és ültetvények. Állandó, nem vonuló faj.

## Megjelenése
Testhossza 22 centiméter, testtömege 120 gramm körüli. Két színváltozat ismert: a típuspéldánynál leírt sötétbarna és egy világosabb, rozsdabarnás színű. Tollfülei nagyon rövidek, többnyire észre sem lehet venni őket a fejtollazatban.

## Életmódja
Táplálkozásáról kevés az információ, valószínűleg rovarokkal táplálkozik..

## Természetvédelmi helyzete
Az első egyedet a fajból 1884-ben fogták Anjouan szigetén. Ezt követően 1886-ig összesen 31 egyedet gyűjtöttek be, melyeket ma Cambridge, London, New York, Norwich és Párizs természettudományi múzeumaiban őriznek. Ezek egyike alapján írta le a fajt Gurney 1889-ben.
Ezt követően 1906-ban, majd 1907-ben is indítottak kutató-expedíciót a faj után, de ezek sikertelenek maradtak. Ezt követően Constantine Walter Benson, brit ornitológus kutatott a faj után a szigeten 1959-ben, de ő sem bukkant a faj nyomára.
Egészen 1992-ig úgy tűnt, hogy e bagolyfaj kihalt. 1992 júniusában aztán a fajt újra felfedezték egy aprócska erdőfoltban Lingoni közelében.
Pontos állományai ma sem ismertek. 1995-ben egy állományszámlálás során 96 egyedet találtak, 1999-ben Roger J. Safford, ornitológus szerint nagyjából 200 pár élhetett belőle.
Az Anjouan-szigeti füleskuvik egy apró, nagyjából 120 km²-es területen fekvő, több szétforgácsolódott erdőfoltból álló maradvány hegyi erdőségben fordul elő a sziget délnyugati részén. Ezen erdőfoltokat továbbra is veszélyezteti a mezőgazdasági célú erdőirtás.
Emellett több behurcolt növényfaj, mint például a Rubus rosifolius is megnehezíti az erdőfoltok természetes felújulását, valamint a szigeten meghonosodott házi patkányok általi predációs hatás is nehezíti a populáció fennmaradását. Emellett a szigetre lecsapó ciklonok is tovább csökkenthetik a madarak számát.
A madarak egy részének áttelepítése a szigetcsoport más részeire sem lehetséges, mivel a másik kettő szigeten egy-egy csak ott előforduló füleskuvik faj él és a hibridizáció elkerülése mindkét, szintén veszélyeztetett fajnál elkerülendő.
Mindezen tényezők (a fajnál meglevő nehezen ellenőrizhető, de mindenképpen alacsony egyedszám, valamint a fennmaradásának számos kockázati tényezője) miatt a Természetvédelmi Világszövetség Vörös listáján veszélyeztetett fajként szerepel.

## Fordítás
- Ez a szócikk részben vagy egészben  az   Anjouan-Zwergohreule című német Wikipédia-szócikk ezen változatának fordításán alapul.  Az eredeti cikk szerkesztőit annak laptörténete sorolja fel. Ez a jelzés csupán a megfogalmazás eredetét és a szerzői jogokat jelzi, nem szolgál a cikkben szereplő információk forrásmegjelöléseként.